# Karl Gruber
Karl Gruber (25. března 1898 – 6. října 1945) byl československý politik německé národnosti a meziválečný poslanec Národního shromáždění za Sudetoněmeckou stranu.

## Biografie
Podle údajů z roku 1935 bydlel v Novém Prenetu.
V parlamentních volbách v roce 1935 se stal poslancem Národního shromáždění. Povoláním byl dělník.